# 1992년 롯데 자이언츠 시즌
1992년 롯데 자이언츠 시즌은 롯데 자이언츠의 11번째 시즌이다. 강병철 감독이 재부임한 이후 2번째 시즌이며, 첫 부임 기간까지 합치면 7번째 시즌이다. 팀은 정규 시즌 3위에 오르며 준플레이오프에 직행했으며, 삼성, 해태, 빙그레를 잇달아 꺾고 최종 순위는 1위로 창단 두 번째 한국시리즈 우승을 달성했으며 시즌 전 일본을 거쳐 대만까지 경유한다는 훈련 계획을 세웠으나 실효가 의문시된다는 이유로 좌절됐다.
한편, 염종석이 포스트시즌에서만 2완봉승을 거두었으며 김민호가 6월 16일 사직 빙그레전에서 4회말 3점홈런을 쳐 프로야구 통산 5000호 홈런 기록을 수립했고 장효조가 8월 13일 사직 쌍방울전에서 최소타석(3606) 겸 최초 비(非)원년멤버  1000안타 기록을 세운 데 이어 1달 뒤인 9월 19일 프로야구선수 최초 은퇴 기자회견을 가졌다.

## 타이틀
- KBO 골든글러브: 염종석 (투수), 박정태 (2루수), 박계원 (유격수), 김응국 (외야수)
- 올스타 선정: 김민호 (1루수), 박정태 (2루수), 전준호 (외야수), 김응국 (외야수)
- 올스타전 추천선수: 염종석, 윤학길
- 한국시리즈 MVP: 박동희
- KBO 신인상: 염종석
- 컴투스프로야구 레전드 카드: 염종석, 박정태
- 컴투스프로야구2022 타이틀홀더 라인업: 염종석 (선발투수), 박정태 (2루수)
- 컴투스프로야구 내일은 신인왕 라인업: 염종석 (선발투수)
- 컴투스프로야구 나때는 말이야 라인업: 이종운 (우익수)
- 컴투스프로야구 90년대 올스타: 박정태 (2루수)
- 컴투스프로야구 가을의 전설 라인업: 염종석 (중계투수)
- WAR: 염종석 (7.78)
- 2루타: 박정태 (43)
- 3루타: 이종운 (14)
- 희생플라이: 김응국 (15)
- 평균자책점: 염종석 (2.33)
- 선발승: 윤학길 (17)(이강철과 공동 1위)

### 퓨처스리그
- 남부리그 출장(타자): 이종옥 (35)
- 남부리그 타수: 이종옥 (119)
- 3루타: 이종옥 (7)
- 홈런: 이종옥 (6)
- 다승: 김태석 (7)
- 남부리그 세이브: 김태석 (3)
- 남부리그 평균자책점: 김태석 (2.21)

## 선수단
- 선발투수 : 염종석, 윤학길, 박동희, 김시진
- 구원투수 : 이상번, 김종석, 이요섭
- 마무리투수 : 윤형배, 김상현, 김태형, 박동수, 김청수, 김태석, 가득염, 배숙현
- 포수 : 강성우, 김선일, 고정식, 한문연
- 1루수 : 김민호, 박상국
- 2루수 : 박정태, 박영태
- 유격수 : 박계원, 김민재
- 3루수 : 공필성, 박태호
- 좌익수 : 김응국
- 중견수 : 전준호, 김종헌
- 우익수 : 이종운, 조성옥, 최계영
- 지명타자 : 한영준, 장효조, 박지환, 김미호, 김행희, 임경택, 김효용, 이종옥, 김상우, 강현철, 이태환

## 여담
- 4월 25일 해태 타이거즈와의 경기에서 양 팀 합계 26개의 사사구가 나와 KBO 리그 사상 사사구가 가장 많이 나온 경기로 남았다.
- 7월 7일에 한문연과 노상수가 구단 사상 최초의 은퇴식을 갖고 은퇴했다.
- 당시 만 19세였던 염종석은 올스타전에 감독 추천선수로 뽑혀 등판하게 됨에 따라 KBO 리그 사상 최초로 올스타전에 등판한 10대 투수가 되었다.
- 염종석은 KBO 리그 10대 투수 최초로 올스타전에서 무실점을 기록했다.
- 김응국은 후반기 희생플라이 10개로 KBO 리그 역대 단일 시즌 후반기 최다 기록을 세웠다.
- 김민호는 이 시즌에 구단 사상 최초로 롯데 자이언츠 소속으로 통산 3000타석을 달성했다.
- 재일교포인 김행희는 이 시즌 3경기 2타석을 소화하는 데 그쳐 KBO 리그 역대 용병 야수 통산 최소 경기, 최소 타석 소화 기록을 세웠다.
- 김응국은 이 시즌 쌍방울 레이더스와의 경기에서 4 3루타를 기록하여 단일 시즌 쌍방울 레이더스와의 경기에서 최다 3루타를 기록한 선수가 되었다.
- 염종석은 이 시즌까지 통산 13완투, WAR 7.78로 KBO 리그 역대 10대 투수 최다, 최고 기록을 세웠다.
- 박상국은 이 시즌 쌍방울 레이더스와의 경기에서 3타수 3안타를 기록하여 단일 시즌 쌍방울 레이더스와의 경기에서 최고 타율, 출루율을 기록한 선수가 되었다.
- 염종석은 포스트시즌에서 총 4승(3선발승)으로 KBO 리그 역대 단일 포스트시즌 최다승 기록을 세웠으며, 신인상을 수상하여 팀 사상 첫 신인상의 주인공이 되었고 유일하게 단일 포스트시즌 2완봉 이상[7][8] 기록한 투수로 남았다. 또한 KBO 리그 10대 투수 중 최초로 포스트시즌에 세이브를 기록했다.
- 이 시즌 팀은 총 62개의 3루타를 쳐 단일 시즌 팀 최다 3루타 기록을 세웠다.
- 김민재는 이 시즌까지 공격 WAR -1.06을 기록해 KBO 리그 10대 타자 통산 최저 기록을 세웠다.
- 박계원은 포스트시즌에서 3루타 2개를 쳐 KBO 리그 역대 단일 포스트시즌 최다 3루타 기록을 세웠다.
- 염종석은 포스트시즌에서 4승을 기록하여 KBO 리그 역대 단일 포스트시즌 최다 승 기록을 세웠다.
- 장효조는 이 시즌을 끝으로 은퇴하여 KBO 리그 통산 3000타석 타자 중 처음으로 통산 3할대 타율, 4할대 출루율로 은퇴한 타자가 되었으며, 통산 wRC+ 166.7, 삼진 대비 볼넷 1.75개로 3000타석 타자 중 KBO 리그 역대 최고 기록을 세웠다.